# Karl-Heinz Brüsselbach
Karl-Heinz Brüsselbach (* 1946/1947) ist ein ehemaliger deutscher Ministerialbeamter. Er war zwischen 2010 und 2012 Präsident des Militärischen Abschirmdiensts (MAD).

## Leben
Brüsselbach begann seine Tätigkeit bei Verfassungsschutzverbund im Jahr 1979. Von April 2008 bis April 2010 war Brüsselbach der Ständige Vertreter des Amtschefs, bevor er im Mai 2010 zum Präsidenten des Militärischen Abschirmdiensts wurde. Für die Juni/Juli-Ausgabe 2012 der Zeitschrift Y gab er als erster Präsident des MAD ein Interview, indem er sich zur Rolle und zur Situation des MADs äußerte. Zum 1. Juli 2012 trat er in den Ruhestand und wurde von Ulrich Birkenheier abgelöst. Im November 2012 musste sich Brüsselbach vor dem Bundestagsuntersuchungsausschuss zur Terrorgruppe Nationalsozialistischer Untergrund äußern. Er wurde aufgrund seiner Aussage des Vorsitzenden Sebastian Edathy kritisiert, da er während seiner Amtszeit die Kontakte des MAD zu Uwe Mundlos nicht erhellt hatte.